# فرودگاه سینت‌ورنیکو واتر
فرودگاه سینت‌ورنیکو واتر (به انگلیسی: Sainte-Veronique Water Aerodrome) یک فرودگاه خصوصی است که یک باند فرود آب دارد. این فرودگاه در شهر سنت ورونیک، کبک کشور کانادا قرار دارد و در ارتفاع ۲۵۱ متری از سطح دریا واقع شده است.